# Vilija Birbalaitė
Vilija Birbalaitė (* 11. August 1966 in Grygališkė, Landkreis Šilutė) ist eine litauische Langstreckenläuferin.

## Leben
Birbalaitė wurde viermal litauische Meisterin im Crosslauf (1992, 1996–1998), zweimal über 3000 m (1994, 1996) und je einmal über 1500 m (1996), 5000 m (2000), 10.000 m (1995) und im Marathon (1992). In der Halle errang sie einen nationalen Titel über 1500 m (1994) und drei über 3000 m (1992–1994).
Zweimal startete sie bei Halbmarathon-Weltmeisterschaften: 1997 in Košice kam sie auf Rang 63 und 1998 in Uster auf Rang 78. Ihr größter Erfolg bei einem Straßenlauf ist der vierte Platz beim Hamburg-Marathon 2000.
Vilija Birbalaitė lebt in Deutschland und wirkt als Trainerin beim Plettenberger Sport Club.

## Persönliche Bestzeiten
- 1500 m: 4:20,13 min, 14. Juli 2000, Valmiera
- 3000 m: 9:15,55 min, 28. Juni 2000, Kaunas
- 5000 m: 16:23,2 min, 4. August 2000, Kaunas
- 10.000 m: 34:43,70 min, 6. Juli 1989, Donezk
- Halbmarathon: 1:15:39 h, 1. März 1998, Frankfurt
- Marathon: 2:36:13 h, 16. April 2000, Hamburg